# Ethylendiamin
Ethylendiamin (ve vzorcích komplexních sloučenin zkráceně en) je organická sloučenina se vzorcem C2H4(NH2)2. Často se používá v organické syntéze. Se vzdušnou vlhkostí vytváří žíravou a toxickou mlhu, která může i při krátkodobém vystavení být zdravotně nebezpečná. Jedná se o jeden z nejjednodušších polyaminů, tedy sloučenin s více aminovými skupinami.

## Výroba
Ethylendiamin se vyrábí reakcí 1,2-dichlorethanu s amoniakem za vysokého tlaku a teploty 180 °C ve vodném prostředí:
Při reakci vzniká také chlorovodík, který s aminem vytváří sůl. Z té se získá samotný amin reakcí s hydroxidem sodným a následnou rektifikací. Vedlejšími produkty jsou diethylentriamin a triethylentetramin.
Další možností je reakce ethanolaminu s amoniakem:
Plynné reaktanty přitom procházejí přes nikl, který slouží jako katalyzátor.
Čistotu ethylendiaminu lze zlepšit reakcí s hydroxidem sodným, čímž se odstraní zbytky vody, a následnou destilací.

## Použití
Ethylendiamin se používá na výrobu řady látek důležitých v průmyslu. Vytváří deriváty s karboxylovými kyselinami, nitrily, alkoholy (při vyšších teplotách), alkylačními činidly, sirouhlíkem, aldehydy a ketony. Jelikož má dvě aminové skupiny, tak snadno vytváří heterocyklické sloučeniny jako jsou mimo jiné imidazolidiny.

### Příprava a výroba chelatačních činidel, léčiv a agrochemikálií
Jedním z nejvýznamnějších derivátů ethylendiaminu je kyselina ethylendiamintetraoctová, která se z něj získává Streckerovou syntézou za přítomnosti kyanidu a formaldehydu. K důležitým chelatačním činidlům patří také hydroxyethylethylendiamin. Velké množství biologicky aktivních látek, například některá antihistaminika, má v molekulách skupinu -CH2-CH2-N. Soli ethylenbisdithiokarbamátu se používají jako fungicidy. Některé fungicidy obsahující 2-imidazolinovou skupinu se vyrábí z ethylendiaminu.

### Součást léčiv
Ethylendiamin se používá jako excipientní složka bronchodilatancia aminofylinu, ve kterém rozpouští theofylin, jenž představuje aktivní složku léčiva. Používal se rovněž využití v dermatologických přípravcích, od čehož se ovšem ustoupilo kvůli tomu, že způsobuje kontaktní dermatitidu. Při použití jako expicient a při ústním podání je jeho biodostupnost kolem 0,34. Močí se vylučuje méně než 20 %.
Antihistaminika odvozená od ethylendiaminu jsou nejstarší z pěti tříd antihistaminik první generace; prvním známým léčivem z této skupiny byl piperoxan, objevený roku 1933, patří k nim rovněž mepyramin, tripelennamin a antazolin. Dalšími skupinami jsou napříkladderiváty ethanolaminu, alifatických aminů a piperazinu. Patří sem i tricyklické a tetracyklické sloučeniny odvozené od fenothiazinu, tricyklická antidepresiva a také skupinacyproheptadinu a fenindaminu.

### Složky polymerů
Ethylendiamin se díky tomu, že má dvě aminové skupiny, používá na výrobu řady polymerů. Produkty jeho kondenzace s formaldehydem se používají jako plastifikátory. Je také surovinou při výrobě polyuretanu nebo dendrimerů typu PAMAM.

### Tetraacetylethylendiamin
Tetraacetylethylendiamin, používaný jako aktivátor bělidel, se získává z ethylendiaminu. Ethylendiaminový derivát N,N-ethylenbis(stearamid) slouží jako tenzid v motorových palivech a olejích.

### Další využití
- Ethylendiamin je možné použít jako rozpouštědlo; mísí se s polárními rozpouštědly a zlepšuje rozpustnost bílkovin jako jsou albumin a kasein.
- Jako inhibitor koroze v barvách a chladivech
- Ethylendiamindihydroiodid se používá jako zdroj jodu v krmivech pro zvířata.
- Na výrobu látek používaných ve vývojkách v barevné fotografii, pojiv, lepidel, aviváží a barev

## Koordinační chemie
Ethylendiamin je často používaným bidentátním chelatačním ligandem používaným na přípravu komplexních sloučenin; ve vzorcích se uvádí pod zkratkou en. Salenové ligandy se připravují kondenzací ethylendiaminu salicylaldehydu, nebo derivátů těchto sloučenin, a některé z nich lze použít jako katalyzátory.

### Podobné ligandy
Ligandy s podobnou strukturou jako ethylendiamin jsou například tetramethylethylendiamin (TMEDA) a tetraethylethylendiamin (TEEDA). K chirálním strukturním analogům ethylendiaminu patří mimo jiné 1,2-diaminopropan a trans-1,2-diaminocyklohexan.

## Bezpečnost
Ethylendiamin, podobně jako amoniak a další nižší aminy, dráždí kůži a dýchací orgány. I při důkladném uzavření nádob, ve kterých je skladován, uvolňuje, zejména při vyšších teplotách, toxické a dráždivé páry, které ve vlhkém vzduchu tvoří vysoce dráždivou mlhu.